# البيت الآمن (رواية)
رواية البيت الآمن (بالإنجليزية: The Safe House)‏ هي رواية للكاتب الأسترالي جون كليري. نشرت عام 1975، تدور أحداثها حول مصير اليهود والنازيين بعد الحرب العالمية الثانية.